# Гурам Тушішвілі
Гурам Тушішвілі (груз. გურამ თუშიშვილი, нар. 5 лютого 1995) — грузинський дзюдоїст, срібний призер Олімпійських ігор 2020 року, чемпіон світу та дворазовий чемпіон Європи.

## Спортивні результати на міжнародних змаганнях

### Виступи на Олімпіадах
| Змагання                    | Місце проведення | Вагова категорія | Місце  |
| --------------------------- | ---------------- | ---------------- | ------ |
| Літні Олімпійські ігри 2020 | Токіо, Японія    | понад 100 кг     | Срібло |
| Літні Олімпійські ігри 2024 | Париж, Франція   | понад 100 кг     | 7      |

### Виступи на Чемпіонатах світу
| Змагання                     | Місце проведення                     | Вагова категорія | Місце      |
| ---------------------------- | ------------------------------------ | ---------------- | ---------- |
| Чемпіонат світу з дзюдо 2017 | Будапешт, Угорщина                   | понад 100 кг     | 5 місце    |
| Чемпіонат світу з дзюдо 2018 | Баку, Азербайджан                    | понад 100 кг     | Золото     |
| Чемпіонат світу з дзюдо 2019 | Токіо, Японія                        | понад 100 кг     | 5 місце    |
| Чемпіонат світу з дзюдо 2022 | Ташкент, Узбекистан                  | понад 100 кг     | Бронза     |
| Чемпіонат світу з дзюдо 2023 | Доха, Катар                          | понад 100 кг     | 1/8 фіналу |
| Чемпіонат світу з дзюдо 2024 | Абу-Дабі, Об'єднані Арабські Емірати | понад 100 кг     | Срібло     |

### Виступи на Чемпіонатах Європи
| Змагання                      | Місце проведення    | Вагова категорія | Місце   |
| ----------------------------- | ------------------- | ---------------- | ------- |
| Чемпіонат Європи з дзюдо 2017 | Варшава, Польща     | понад 100 кг     | Золото  |
| Чемпіонат Європи з дзюдо 2018 | Тель-Авів, Ізраїль  | понад 100 кг     | 5 місце |
| Європейські ігри 2019         | Мінськ, Білорусь    | понад 100 кг     | Золото  |
| Чемпіонат Європи з дзюдо 2020 | Прага, Чехія        | понад 100 кг     | Бронза  |
| Чемпіонат Європи з дзюдо 2021 | Лісабон, Португалія | понад 100 кг     | Бронза  |
| Чемпіонат Європи з дзюдо 2022 | Софія, Болгарія     | понад 100 кг     | Бронза  |
| Чемпіонат Європи з дзюдо 2023 | Монпельє, Франція   | понад 100 кг     | Срібло  |
| Чемпіонат Європи з дзюдо 2024 | Загреб, Хорватія    | понад 100 кг     | Срібло  |